# Совсудподъём
«Совсудподъём» — советское всесоюзное производственное объединение, существовавшее с 1972 по 1984 год в системе Министерства морского флота СССР. 

## Специализация
Специализировалось на выполнении судоподъёмных, аварийно-спасательных, технических, экспедиционных, дноуглубительных и других работ, занималось также осуществлением единой государственной политики при выполнении подводно-технических и судоподъёмных работ, координацией аварийно-спасательных служб на море, буксировкой морских плавучих объектов и другими задачами. В 1973 году организация «Совсудподъём» была удостоена ордена Трудового Красного Знамени.

## Состав
В состав «Совсудподъёма» входили так называемые ЭО АСПТР — экспедиционные отряды аварийно-спасательных, судоподъёмных и подводно-технических работ, которые занимались комплексными мероприятиями по:
- аварийно-спасательному обеспечению ледовых проводок и дальних перегонов морских транспортных средств,
- дальней буксировке различных плавучих сооружений,
- судподъёмным проектам,
- оперативному оказанию помощи терпящим бедствие судам и людям.

Помимо отрядов АСПТР в составе «Совсудподъёма» на всех пароходствах Министерства морского флота СССР числились также специализированные управления морских путей, которые отвечали за:
- чистоту и габариты фарватеров в каналах и акваториях портов,
- обустройство, расстановку и исправность навигационных знаков[1].